# Кастран Мирослав Миронович
Мирослав Миронович Кастран (1 січня 1980, Залужжя, Мукачівський район, Закарпатська область) — український дипломат. Надзвичайний та Повноважний Посол України в Словаччині з (2022).

## Життєпис
Народився у 1980 році в селі Залужжя. У 2002 році закінчив Ужгородський національний університет, юридичний факультет за спеціальністю «правознавство». У 2003 році закінчив Дипломатичну академію України при МЗС України, здобув ступінь магістра зовнішньої політики. Володіє англійською та чеською
З липня 2003 року — на дипломатичній роботі в Міністерстві закордонних справ України.
У 2003—2004 рр. — спеціаліст другої категорії Управління культурного та гуманітарного співробітництва МЗС України.
У 2006—2010 рр. — віце-консул Консульства України в Брно (Чехія).
У 2011—2012 рр. — другий секретар відділу аналізу та планування Департаменту консульської служби МЗС України.
У 2012—2013 рр. — перший секретар відділу США та Канади Другого територіального департаменту МЗС України.
У 2013—2014 рр. — радник відділу США та Канади Другого територіального департаменту МЗС України.
У 2014—2015 рр. — начальник відділу аналізу, планування і тарифної політики Департаменту консульської служби МЗС України.
У 2015—2020 рр. — консул Генерального консульства України в Нью-Йорку.
У 2020—2021 рр. — заступник директора Департаменту державного протоколу МЗС України.
У 2021—2023 рр. — директор Департаменту державного протоколу Міністерства закордонних справ України.
З 18 жовтня 2022 року — Надзвичайний і Повноважний Посол України в Словаччині.

## Сім'я
- Батько — Кастран Мирон Ількович, був помічником народного депутата[9]